# Nagold
Nagold är en stad i Landkreis Calw i regionen Nordschwarzwald i Regierungsbezirk Karlsruhe i förbundslandet Baden-Württemberg i Tyskland.  Staden har cirka 23 300 invånare. I ett dokument från år 786 benämns orten Villa Nagaltuna. En av stadens sevärdheter är Burg Hohennagold.
Staden ingår i kommunalförbundet Nagold tillsammans med staden Haiterbach och kommunerna Ebhausen och Rohrdorf.